# Diotim d'Adramítion
Diotim (en grec antic: Διότιμος, llatí: Diotīmus) va ser un gramàtic de l'antiga Grècia natural d'Adramítion (Mísia).
És conegut solament per una referència de Macrobi i Estèfan de Bizanci a un poema d'Arat en el qual el plany per haver hagut d'exercir la seva professió Gàrgara, a la Tròada, per ser un territori molt dur. Es dedueix que eren contemporanis, cosa que el situaria en el segle iii aC.
Smith pensa que aquest Diotim és el mateix que Estèfan de Bizanci esmenta com a autor d'una obra voluminosa d'escrits variats (παντοδαπὰ ἀναγνώσματα). En canvi, Kroll pensa que no hi ha motius per assignar aquesta obra a cap Diotim en específic, i Reitzenstein s'aventura a identificar Diotim d'Adramítion amb l'autor de diversos epigrames de l'Antologia grega i amb l'autor d'un poema èpic sobre Hèracles.